# Ceuthmochares
Ceuthmochares é um gênero de aves da família Cuculidae.
As seguintes espécies são reconhecidas:
- Ceuthmochares aereus (Vieillot, 1817)
- Ceuthmochares australis Sharpe, 1873